# 迪普倫 (北卡羅萊納州)
迪普倫（英語：Deep Run）是位於美國北卡羅萊納州勒諾縣的普查規定居民點。

## 人口
根據2020年美國人口普查的數據，迪普倫的面積為7.35平方千米，皆為陸地。當地共有人口572人，而人口密度為每平方千米77.82人。